# Hydromastodon
Hydromastodon is een geslacht van haften (Ephemeroptera) uit de familie Leptophlebiidae.

## Soorten
Het geslacht Hydromastodon omvat de volgende soorten:
- Hydromastodon mikei
- Hydromastodon sallesi